# Onthophagus occipitalis
Onthophagus occipitalis é uma espécie de inseto do género Onthophagus, família Scarabaeidae, ordem Coleoptera.
Foi descrita cientificamente por Lansberge em 1885.